# Рощино (Челябинская область)
Ро́щино — посёлок Сосновского района Челябинской области России. Административный центр Рощинского сельского поселения.

## Географическое положение
Поселок располагается в лесной части и делится на центральную часть с многоквартирными домами и микрорайон Светлый, появившийся в 1989 году, частный сектор, тоже разделённый на две части .
Находится в северо-западном направлении от областного центра города Челябинска. Расстояние до Челябинска составляет 19 км. Соседние населённые пункты: районный центр село Долгодеревенское, деревня Ужовка, деревня Есаулка, деревня Ключёвка. Расстояние до районного центра составляет 9 км.

## История
Своё имя получил в результате конкурса, проведённого среди первопоселенцев. Возник в 1982 г. как населенный пункт при Сосновской птицефабрике

## Экономика и учреждения
Возле посёлка находятся крупные предприятия пищевой промышленности: ПАО «Макфа» и ООО «Равис — птицефабрика Сосновская». Птицефабрика является градообразующим предприятием посёлка.
Действуют филиал «Почты России» и отделение «Сбербанка».  Располагается дом культуры, школа искусств, два детских сада, средняя школа и  амбулатория.

## Население
| 2002 | 2010  | 2021  |
| ---- | ----- | ----- |
| 5269 | ↗5710 | ↗7394 |

Проживают русские, татары, башкиры.

## Транспорт
Дороги с твердым покрытием, автобусное сообщение с Челябинском.
На октябрь 2024 года, действует автобусный маршрут № 134 (микрорайон Светлый —  Северный автовокзал.) и № 131  (Рощино —  Долгодеревенское).

## Религия
Православные храмы
- Церковь иконы Божией Матери «Живоносный источник»